# Hartington (Nebraska)
Hartington é uma cidade localizada no estado americano de Nebraska, no Condado de Cedar.

## Demografia
Segundo o censo americano de 2000, a sua população era de 1640 habitantes.
Em 2006, foi estimada uma população de 1541, um decréscimo de 99 (-6.0%).

## Geografia
De acordo com o United States Census Bureau, a localidade tem uma área de 2,3 km², sem área coberta por água. Hartington localiza-se a aproximadamente 428 m acima do nível do mar.

## Localidades na vizinhança
O diagrama seguinte representa as localidades num raio de 24 km ao redor de Hartington.